# Морёй
Морёй (фр. Moreuil) — коммуна на севере Франции, регион О-де-Франс, департамент Сомма, округ Мондидье, центр одноименного кантона. Расположена в 21 км к юго-востоку от Амьена и в 13 км от автомагистрали А29, на берегу реки Авр. На западе коммуны находится железнодорожная станция Морёй линии Бов-Компьень.
Население (2018) — 3 968 человек.

## История
Поселение на месте нынешнего города Морёй существовало с античных времен. Проведенные раскопки обнаружили следы существования на этом месте поселения доримскиого периода. Название города имеет кельтское происхождение и означает «море». Морёй находился на пересечении дорог из Компьена, Мондидиье и Амьена.
Первое упоминание о Морёе датируется 800 годом как о крепости на берегу реки Авр и относится к периоду завоевания региона норманнами. Сеньоры Морёй были вассалами французского короля и принимали участие в Крестовых походах. Один из них упомянут в летописях в качестве рыцаря Мальтийского ордена. Во время Столетней войны Морёй был объектом интереса бургундцев, неоднократно захватывался и оставлялся ими, соответственно, разграблялся и сжигался.
В годы Религиозных войн Морёй был одним из оплотов Католической лиги.

## Достопримечательности
- Церковь Святого Ведаста с нефом и алтарем XIX века и фасадом 30-х годов XX века, сочетание стилей неоготика и арт-деко
- Здание мэрии 1931 года
- Развалины средневекового шато Морёй
- Памятник погибшим в Первой мировой войне

## Экономика
Структура занятости населения:
- сельское хозяйство — 2,1 %
- промышленность — 32,3 %
- строительство — 3,5 %
- торговля, транспорт и сфера услуг — 42,4 %
- государственные и муниципальные службы — 19,7 %

Уровень безработицы (2017) — 16,2 % (Франция в целом — 13,4 %, департамент Сомма — 15,9 %). 

Среднегодовой доход на 1 человека, евро (2018) — 19 860 (Франция в целом — 21 730, департамент Сомма — 20 320).

## Демография
Динамика численности населения, чел.

## Администрация
Пост мэра Морёя с 2019 года занимает Доминик Ламот (Dominique Lamotte). На муниципальных выборах 2020 года возглавляемый им независимый список победил в 1-м туре, получив 52,87 % голосов.
| Период | Период | Фамилия        | Партия                  | Примечания                                              |
| ------ | ------ | -------------- | ----------------------- | ------------------------------------------------------- |
| 1971   | 1977   | Марсель Минёр  |                         |                                                         |
| 1977   | 1988   | Мариюс Гарде   | Социалистическая партия | судебный пристав, член Генерального совета департамента |
| 1988   | 1992   | Даниэль Фурнье | Социалистическая партия | профессор, член Генерального совета департамента        |
| 1992   | 2019   | Пьер Буланже   | Разные правые           | врач, член Генерального совета и Совета департамента    |
| 2019   |        | Доминик Ламот  |                         |                                                         |

## Галерея

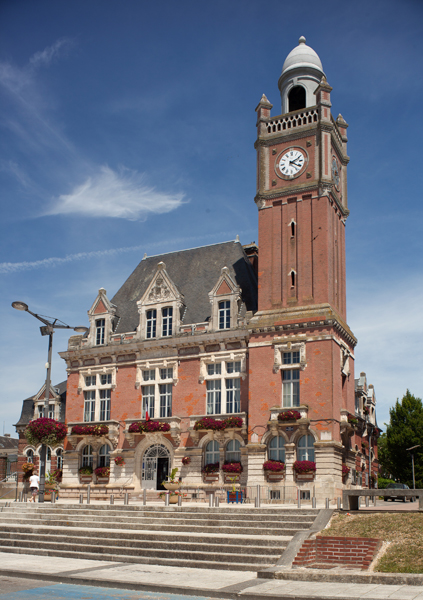
Мэрия
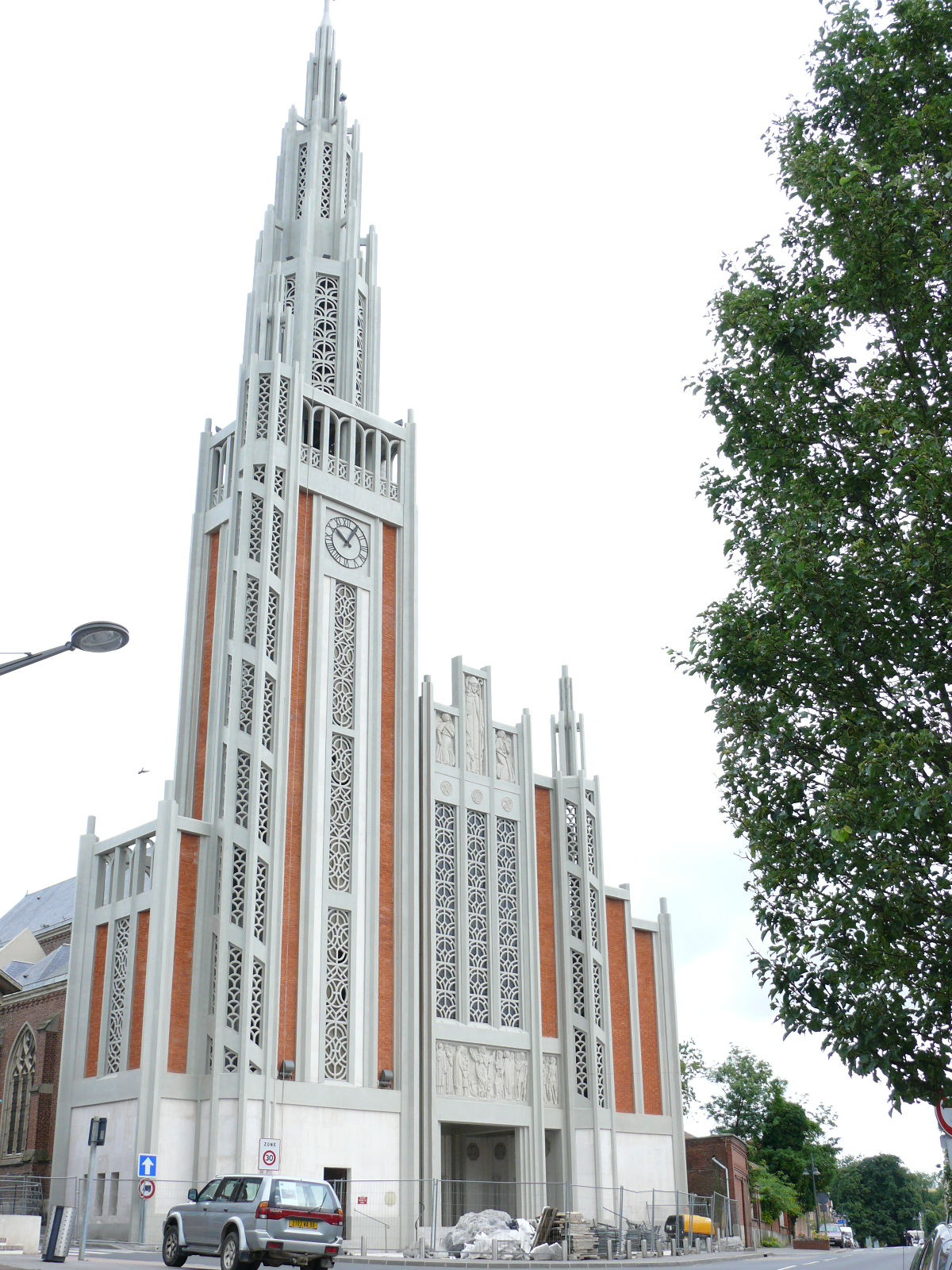
Церковь Святого Ведаста
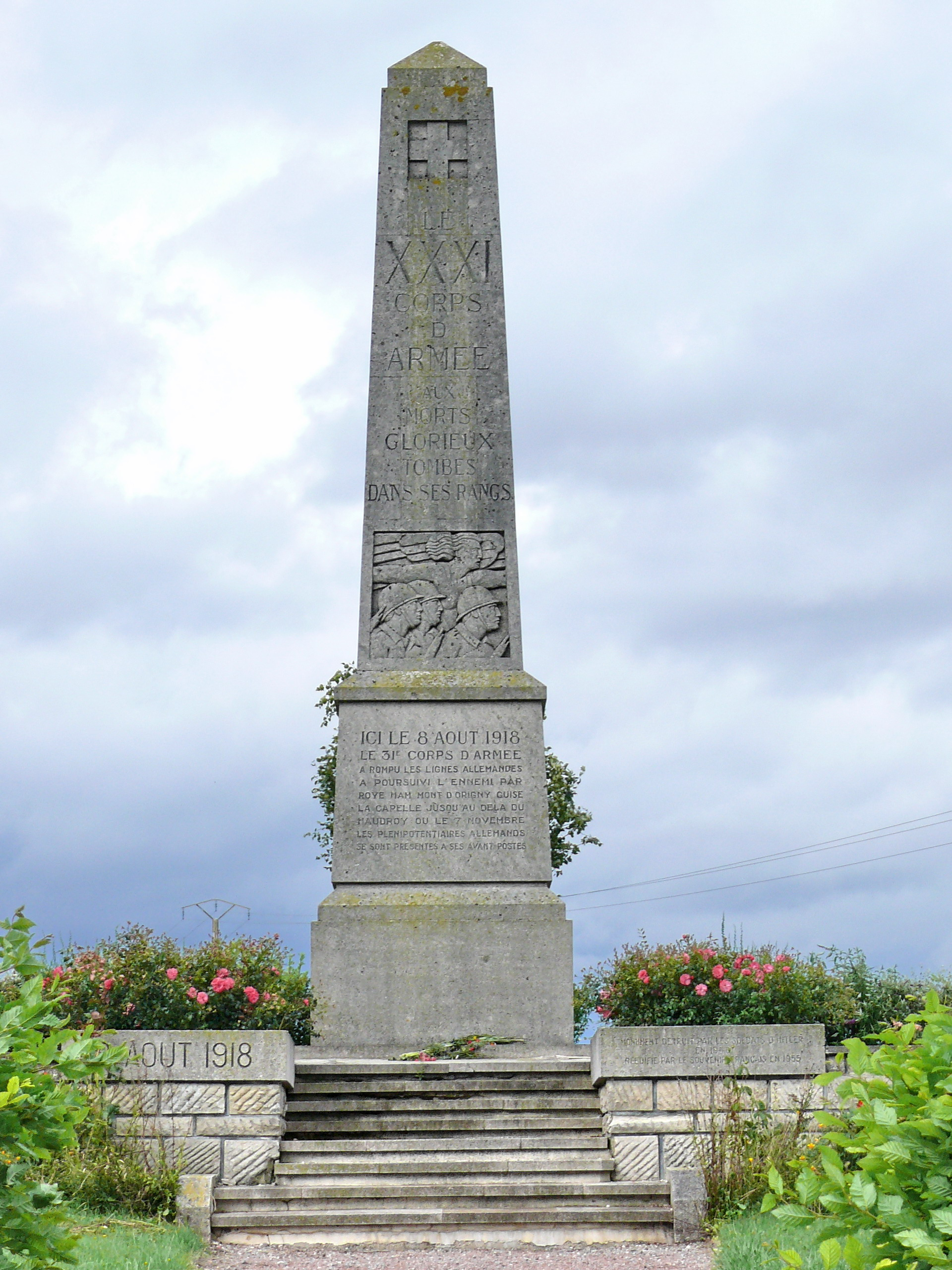
Памятник погибшим в Первой мировой войне

1. 1 2  база данных о французских коммунах — Национальный географический институт Франции, 2015.
2. ↑  https://data.geopf.fr/telechargement/download/GEOFLA/GEOFLA_2-2_COMMUNE_SHP_LAMB93_FXX_2016-06-28/GEOFLA_2-2_COMMUNE_SHP_LAMB93_FXX_2016-06-28.7z — 2016.